# Престонвил (Кентаки)
Престонвил (енгл. Prestonville) град је у америчкој савезној држави Кентаки.

## Демографија
По попису из 2010. године број становника је 161, што је 3 (-1,8%) становника мање него 2000. године.
| Група             | 2000.       | 2010.       |
| Белци             | 154 (93,9%) | 141 (87,6%) |
| Афроамериканци    | 1 (0,6%)    | 1 (0,6%)    |
| Азијати           | 0 (0,0%)    | 0 (0,0%)    |
| Хиспаноамериканци | 6 (3,7%)    | 13 (8,1%)   |
| Укупно            | 164         | 161         |